# Pontos e Vírgulas (Semana Ilustrada)
Pontos e Vírgulas foi uma coluna publicada pela revista Semana Ilustrada de 4/11/1866 a 13/6/1869, assinada pelo pseudônimo coletivo Dr. Semana, que encobria vários colaboradores, entre eles Machado de Assis. Antes essa mesma seção havia se chamado "Novidades da Semana" (24/4/1864 a 28/10/1866) e posteriormente passou a se chamar "Badaladas" (20/6/1869-19/3/1876). Como vários escritores compartilhavam o mesmo pseudônimo, fica difícil saber quem escreveu cada texto.
A coluna, diária, geralmente aparecia na segunda página do jornal, podendo se estender até a terceira. Em 23 de dezembro de 1866 a coluna excepcionalmente saiu com outro nome, "Carros e Carretas", mas na edição subsequente voltou ao nome costumeiro.

## Atribuição de crônicas a Machado de Assis
A primeira edição póstuma das Obras Completas de Machado de Assis, de 1937, em 31 volumes, pela Editora W. M. Jackson, atribui uma só crônica dessa seção a esse autor, a de 12/5/1867, que começa assim:

Os carrancas clamam contra o progresso, e os céticos esfalfam-se em negá-lo.

Negar o progresso, que heresia!
O pesquisador Raimundo Magalhães Júnior atribuiu mais dez crônicas da coluna "Pontos e Vírgulas" a Machado de Assis — de 10 de novembro e 1o de dezembro de 1867; 5 e 12 de julho, 13 e 20 de dezembro de 1868; 3, 24 e 31  de janeiro, 7 de março de 1869 — incluindo-as em seu Contos e Crônicas, um de seus sete livros publicados entre 1956 e 1958 com textos de Machado até então inéditos em livro. Em notas de rodapé, esse pesquisador procura justificar a atribuição da crônica, assinada pelo Dr. Semana, a Machado de Assis, por exemplo, mostrando como certos trechos ou ideias são também abordados em obras (crônicas, contos, romances) sabidamente escritas pelo autor.

## Trechos de crônicas
Acho triste que certo gênero de arte ande muito em moda entre nós, e que se perdessem as tradições das boas obras e do bom gosto. (10/11/1867)
Ó Bom Senso! ó desterrado do século! quando voltarás a este mundo para repor as coisas nos seus eixos? Sem ti matam-se e descompõem-se os homens, fazem-se desfazem-se governos, cruzam-se os interesses, campeia a vaidade, domina a força, sob todas as formas, da espada e do número, sem ti andamos em perpétuo conflito, sem ti vamos ter a política-xadrez, a política-uniformidade, a política-alinhamento. Quando voltarás a este mundo, ó Bom Senso, ó meu amigo? (13/12/1868)
Os Vitrúvios do século querem fazer da política uma arquitetura, e esquecem justamente que a arquitetura compõe-se de linhas curvas e linhas retas. (13/12/1868; Vitrúvio foi um arquiteto romano antigo)